# Łątka wczesna
Łątka wczesna, łątka nietoperzówka (Coenagrion pulchellum) – gatunek ważki z rodziny łątkowatych (Coenagrionidae). Występuje od Europy Zachodniej po zachodnią Syberię i wschodni Kazachstan. Na terenie Polski jest gatunkiem pospolitym, nie występuje tylko w górach. Zasiedla wszelkie typy zbiorników, takie jak jeziora czy starorzecza.
Długość ciała 37 mm, rozpiętość skrzydeł 44 mm. W Polsce osobniki dorosłe (imagines) latają od maja do sierpnia.